# République de Chine aux Jeux olympiques d'hiver de 1976
La République de Chine (Taïwan) participe aux Jeux olympiques d'hiver de 1976, organisés à Innsbruck en Autriche. Cette nation prend part aux Jeux olympiques d'hiver pour la deuxième fois de son histoire. C'est la dernière apparition sous ce nom de la République de Chine ; elle réapparaîtra en 1984 sous le nom de Chinese Taipei. La délégation est formée de 6 hommes et ne remporte pas de médaille,.

## Résultats

### Biathlon
| Épreuve | Athlète       | Temps              | Pénalités | Temps final1       | Rang |
| ------- | ------------- | ------------------ | --------- | ------------------ | ---- |
| 20 km   | Shen Li-Chien | 1 h 49 min 32 s 91 | 9         | 1 h 58 min 32 s 91 | 51   |
| 20 km   | Ueng Ming-Yih | 1 h 32 min 09 s 37 | 10        | 1 h 42 min 09 s 37 | 50   |

1Une minute de pénalité pour un tir en dehors du rond central, deux minutes pour un tir hors de la cible.

### Luge

#### Simple
| Athlète         | Manche 1 | Manche 1 | Manche 2       | Manche 2 | Manche 3       | Manche 3 | Manche 4 | Manche 4 | Total          | Total |
| Athlète         | Temps    | Rang     | Temps          | Rang     | Temps          | Rang     | Temps    | Rang     | Temps          | Rang  |
| --------------- | -------- | -------- | -------------- | -------- | -------------- | -------- | -------- | -------- | -------------- | ----- |
| Shieh Wei-Cheng | 56 s 256 | 30       | 56 s 213       | 36       | 56 s 914       | 37       | 55 s 817 | 33       | 3 min 45 s 200 | 34    |
| Huang Liu-Chong | 55 s 405 | 26       | 1 min 42 s 821 | 38       | 1 min 49 s 520 | 38       | 54 s 900 | 25       | 5 min 22 s 646 | 38    |

#### Double
| Athlètes                        | Manche 1 | Manche 1 | Manche 2 | Manche 2 | Total          | Total |
| Athlètes                        | Temps    | Rang     | Temps    | Rang     | Temps          | Rang  |
| ------------------------------- | -------- | -------- | -------- | -------- | -------------- | ----- |
| Shieh Wei-Cheng Huang Liu-Chong | 45 s 745 | 21       | 45 s 633 | 21       | 1 min 31 s 378 | 21    |

### Ski alpin
| Athlète       | Épreuve      | Manche 1      | Manche 1 | Manche 2      | Manche 2 | Total         | Total |
| Athlète       | Épreuve      | Temps         | Rang     | Temps         | Rang     | Temps         | Rang  |
| ------------- | ------------ | ------------- | -------- | ------------- | -------- | ------------- | ----- |
| Chen Yun-Ming | Slalom géant | 2 min 39 s 82 | 83       | 2 min 43 s 46 | 52       | 5 min 23 s 28 | 52    |
| Chen Yun-Ming | Slalom       | DNF           | –        | –             | –        | DNF           | –     |

### Ski de fond
| Épreuve | Athlète         | Course             | Course |
| Épreuve | Athlète         | Temps              | Rang   |
| ------- | --------------- | ------------------ | ------ |
| 15 km   | Shen Li-Chien   | 1 h 06 min 45 s 77 | 77     |
| 15 km   | Liang Reng-Guey | 1 h 06 min 02 s 79 | 76     |
| 15 km   | Ueng Ming-Yih   | 57 min 02 s 75     | 73     |